# Blasiger Becherling
Der Blasige Becherling (Peziza vesiculosa), auch Blasenförmiger oder Blasen-Becherling genannt, ist eine Pilzart aus der Familie der Becherlingsverwandten.

## Merkmale

### Makroskopische Merkmale
Der Blasige Becherling bildet fleischige, spröde, leicht zerbrechliche Apothecien aus, die im frühen Stadium kugelig bis blasenförmig sind und sich bei Reife ausbreiten. Meist stehen mehrere von ihnen nebeneinander. Der Rand ist nach innen eingerollt und unregelmäßig gewellt. Die weißliche oder blass-ockerliche Außenseite wird kleiig-mehlig bis schuppig und weist zahlreiche kleine Bläschen auf. Der Durchmesser beträgt 3–9 cm. Die Becherinnenseite trägt die Fruchtschicht. Sie ist glatt, zuerst blass gelblichbraun und später milchkaffeefarben. Der kurze Stiel ist gefärbt wie die Becheraußenseite und steht oft schief.

### Mikroskopische Merkmale
Die Sporen sind glatt, hyalin, elliptisch und 19–22 × 10–12,5(–14) μm groß. Die Schläuche sind zylindrisch und werden 310–380 × 19–23 μm groß. Die Paraphysen sind fadenförmig. Eine Schichtung der Trama wie beim Kurzstieligen Becherling ist manchmal zu beobachten, allerdings nicht konstant.

## Ökologie und Phänologie
Der Blasenbecherling wächst von Ende März bis Anfang November auf gedüngtem Boden, alten Misthaufen und Pflanzenbeeten. Oft wachsen die Pilze büschelweise an Misthaufen.

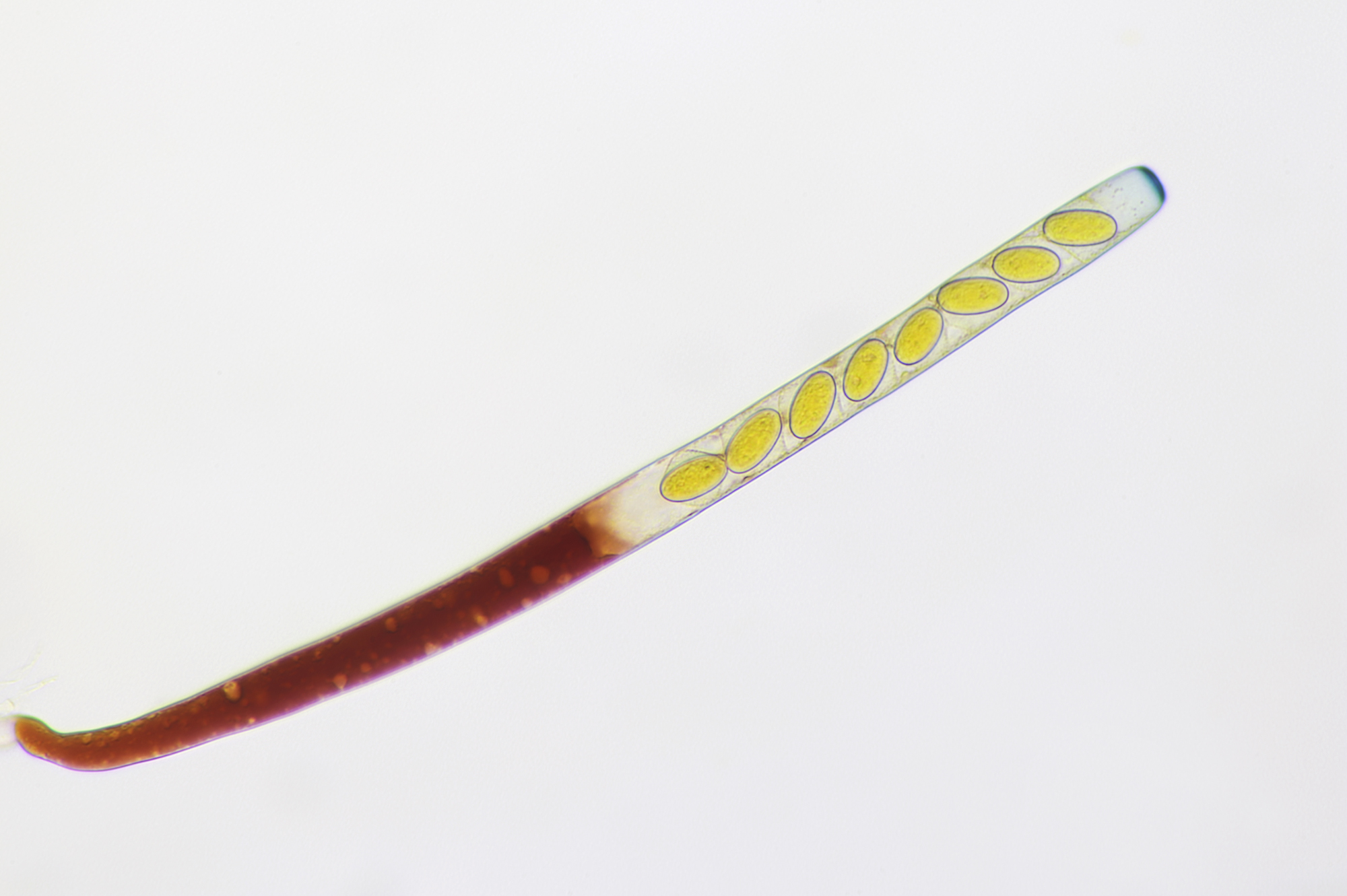
Peziza vesiculosa, operculater Schlauch gefärbt mit Iod und resultierender amyloider Blaufärbung